# 諾伍德 (新澤西州)
諾伍德（英語：Norwood）是位於美國新澤西州伯根縣的自治市鎮。

## 人口
根據2020年美國人口普查的數據，諾伍德的面積為7.24平方千米，當中陸地面積為7.21平方千米，而水域面積為0.02平方千米。當地共有人口5641人，而人口密度為每平方千米779人。